# アオサ
アオサ（石蓴）は、アオサ類に属する緑藻の総称。またアオサ類に属する一部の緑藻は加工食品として食用にでき、アオサノリとも呼ばれる。

## アオサ類
植物としてのアオサ類は、狭義にはアオサ科アオサ属（Ulva）の海藻の総称をいう。広義にはアオサ科あるいはアオサ目の海藻を含む海藻をいう。なお、アオノリについては体の横断面が1層のものをアオノリ属、2層のものをアオサ属としていたが、DNA分析や比較形態学的研究から同属と指摘されるようになった。
アオサ属は2層の細胞層からなる膜状体で、一般に鮮緑色を呈する。日本を含む世界各地の沿岸に普通に見られる。海岸に打ち上げられた状態でもよく目にする。日本の国立環境研究所によると、特にミナミアオサは海中で漂いながら生長するため、滞留しやすく養分となる窒素が多い海域では大量発生して海岸を覆うことがあり、景観を損なったり、腐敗して悪臭を放ったり、アサリを死なせたりする被害が出ることもある。「緑潮」でも後述する。

### 生態
アオサは、一般的に潮の満ち引きのある浅い海の岩などに付着して生息・繁殖する。海水に浮遊した状態でも成長・繁殖する場合がある。
アオサの生活環は同型世代交代型であり、胞子体・雄性配偶体・雌性配偶体の3種の藻体が共存するが、これらの外見上の区別は不可能である。無性世代である胞子体が成熟すると、辺縁の嚢から4本の鞭毛を有する遊走子が遊離する。遊走子が有性配偶体になり熟成すると、性別があり2本の鞭毛を有する配偶子が遊離する。雌雄の配偶子は接合して胞子体に成長するが、配偶子がそのまま同性の配偶体になる無性生殖の生活環を有する種も存在する。遊走子や配偶子を放出した成熟個体は枯死する。

### 種
アオサ属の藻の形態には個体間に大きな差異が認められ、しばしば種レベルの同定が困難である。以下に日本産の種を列挙した。
- Ulva arasakii ナガアオサ
- Ulva californica
- Ulva clathrata タレツアオノリ（ホソエダアオノリ、ヒゲアオノリ、Syn. Enteromorpha clathrata、Enteromorpha crinita、Enteromorpha ramulosa、Ulva muscoides）
- Ulva compressa ヒラアオノリ（Syn. Enteromorpha compressa）
- Ulva conglobata ボタンアオサ
- Ulva fasciata リボンアオサ
- Ulva fenestrata チシマアナアオサ
- Ulva flexuosa キヌイトアオノリ（ワタゲアオノリ、Syn. Enteromorpha flexuosa、Enteromorpha plumosa）
- Ulva intestinalis ボウアオノリ（イトアオノリ、Syn. Enteromorpha intestinalis、Enteromorpha capillaris）
- Ulva lactuca オオバアオサ（Syn. Ulva latissima sensu Nagai）
- Ulva linza ウスバアオノリ（Syn. Enteromorpha linza）
- Ulva ohnoi ミナミアオサ
- Ulva pertusa アナアオサ
- Ulva prolifera スジアオノリ（Syn. Enteromorpha prolifera）
- Ulva reticulata アミアオサ
- Ulva rigida アオサリカ（Syn. Ulva armoricana、Ulva scandinavica）
- Ulva spinulosa コツブアオサ
- Ulva sublittoralis オオアオサ
- Ulva tanneri ヒメボタンアオサ（Syn. Chloropelta caespitosa）

ヤブレグサ属 Umbraulva のウシュクアオサ U. amamiensisとヤブレグサ U. japonica は、アオサ属に含まれたことがある。
また、アオノリ属 Enteromorphaのアオノリなどは、アオサと藻体の構造が異なっており、別属に分けられていたが、DNA分析などによりアオサ属に含められた。
なお、ヒトエグサ（Monostroma nitidum）については従来はアオサ目に分類され後述のアオサ類に属していたが、ヒビミドロ目に改められたため、植物分類上はアオサ類からは外れている。しかし「アオサ」として販売されている食材はヒトエグサであることも多い（加工食品としての「アオサ」については「加工食品」節を参照）。

### 緑潮

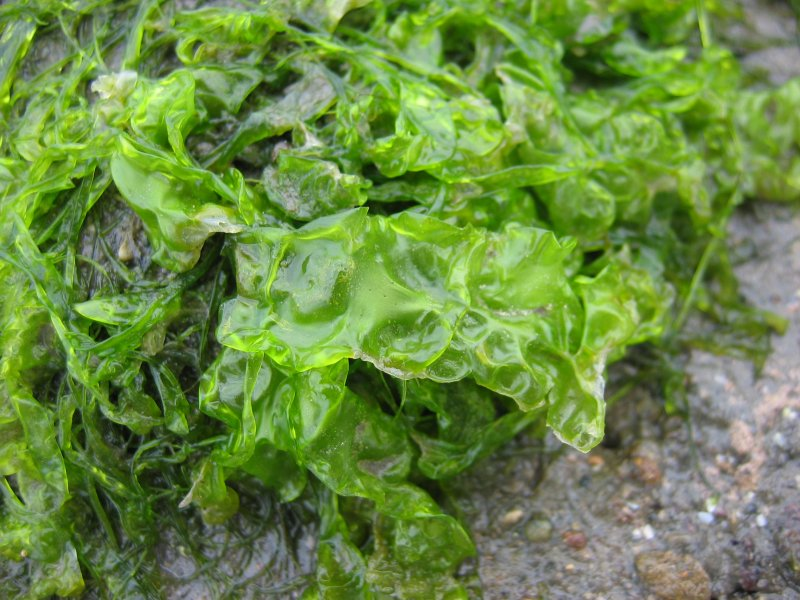
漂着したアオサ

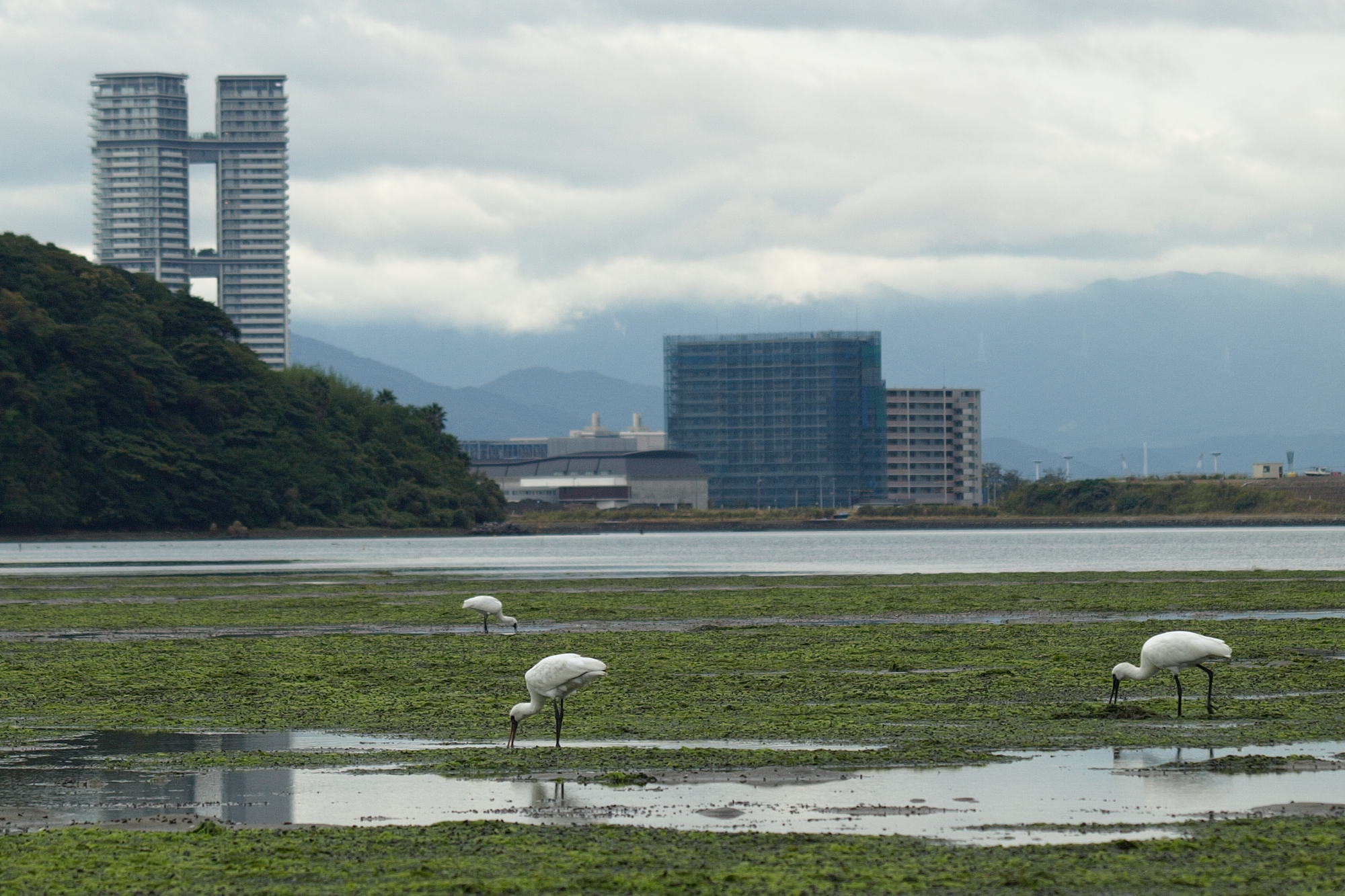
和白干潟（福岡市）に漂着したアオサ

海水の富栄養化などが原因でアオサが大量繁殖すると緑潮（グリーンタイド）となる。その多くが不稔性のアオサである。稔性のアオサは遊走子や配偶子を放出すると枯死してしまうのに対して、不稔アオサは成熟せず成長し続けることとなる。
大繁殖したアオサは漁網に絡まり、沿岸に漂着したものが腐敗して悪臭を発し、多量に堆積すると底生生物を窒息状態に陥らせる。悪臭の問題は既に1921年に日本海藻学の祖である岡村金太郎によって指摘されていたが、顕著化したのは水質汚濁が進んだ1970年代以降である。アオサの大量繁殖は自然環境への打撃のみならず漁業や観光（海水浴やウォータースポーツ、潮干狩り等）への経済的打撃をも与える。
しかしアオサは成長が早く、海水中の炭素や窒素、リン、栄養塩などを効率よく吸収するため、海水の浄化に寄与している一面も持つ。
日本各地で現出するアオサ緑潮の原因種は発生箇所や発生時によって様々だが、日本沿岸でよく見られるアナアオサ型、温暖海域生息のアミアオサ型とリボンアオサ型、そしてヨーロッパでよく見られる U. armoricana 型の4分類群が原因種だと推定されている。
大量繁殖したアオサの活用法は緑潮問題を抱える自治体によって進められ、食料や飼肥料に転化させる動きもあるが、多くは回収されたのち焼却処分されるのが現状である。

### 利用
アオサ類は食品のほか、飼料や水質浄化、バイオマスエネルギーにも利用されている。
食品
乾燥粉末はふりかけなどに利用されている（ヒトエグサを含めた加工食品については「加工食品」参照）。
飼料
北海道ではウニの人工飼育において飼料用に不稔性のアオサを養殖する。不稔アオサは成熟せず成長を続けるので飼料に適している。
大量繁殖し沿岸に漂着したアオサを回収し、塩類除去や乳酸発酵などの工程を経て、魚貝類や鶏（鶏卵）の飼料や、田畑の堆肥として用いる試みが各地で行われている。
こういった海藻の飼肥料化をマリンサイレージと呼ぶ。
エネルギー用
アオサを発酵させてメタンガスを発生させ、バイオマスエネルギーとして利用しようとする取り組みが大阪府立大学、東京ガス、九州産業大学・福岡女子大学・西部ガスなどでそれぞれ行なわれる。発生したメタンガスは燃料として、或いは発電用燃料としての利用が考えられる。また超臨界水によってガス化する取り組みもある。ただしコスト面などの理由で実用化には至っていない。

## 加工食品

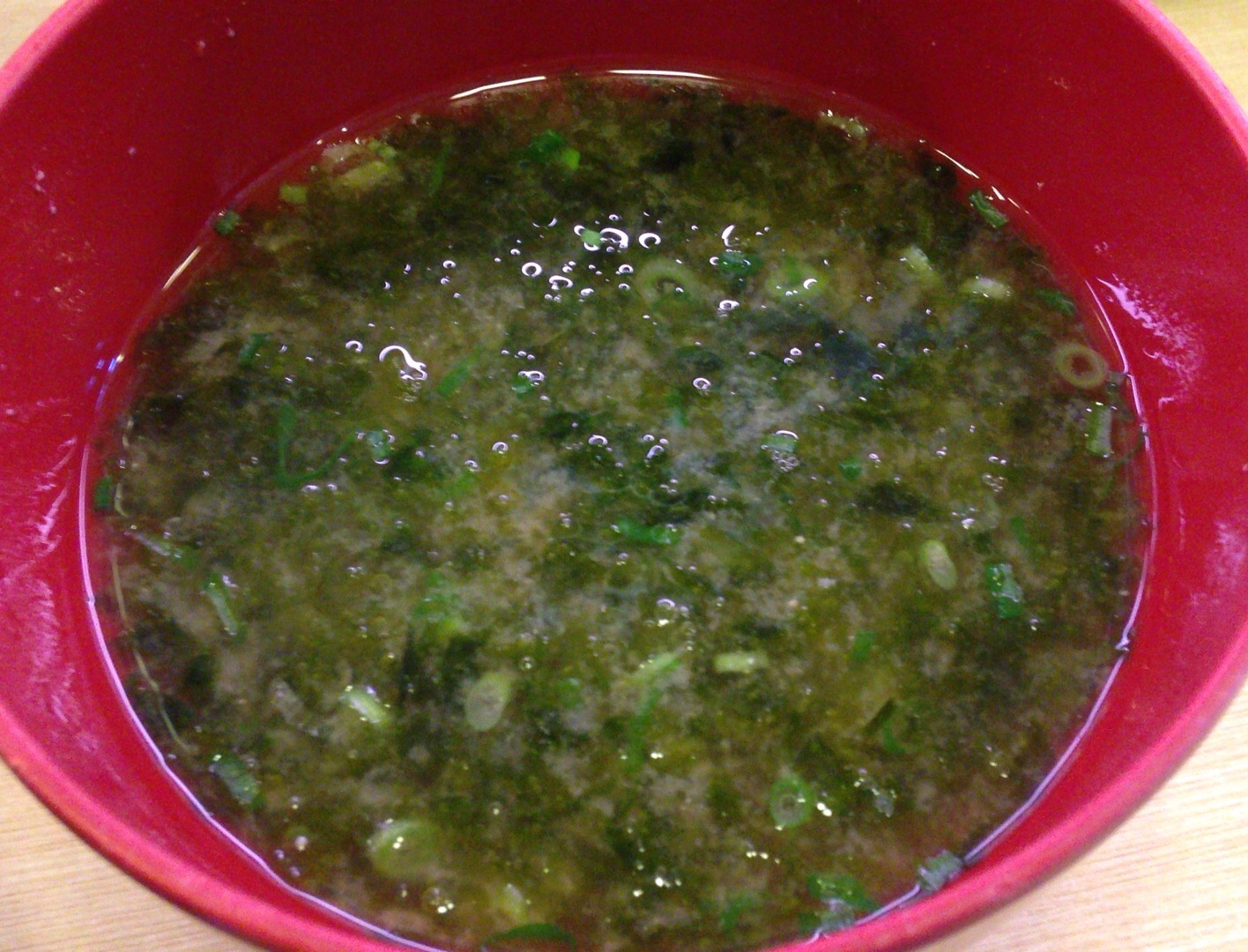
ヒトエグサを使用した味噌汁

『日本食品標準成分表』には「あおさ＜石蓴＞」の素干し（09001）が掲載されており、アナアオサが主に食用とされるとなっている。この食品標準成分表の成分値は、藻体を水洗いし、天日で乾燥したもの及び市販品とされ、ワカメや青のり同様に、マグネシウムなどのミネラルが豊富な海藻食品であるとする。なお、『日本食品標準成分表』では「あおのり＜青海苔＞」の素干し（09002）を、スジアオノリを主体としてウスバアオノリを混ぜたものとしており、別の分類としている。
伝統的なアオサ属はかつて、旧アオノリ属やヒトエグサと比べると総じて品質が劣るとされた。これは主に、ヒトエグサでは藻体を構成する細胞が一層に薄く並んでいるのに対し、アオサでは二層となっており、口に含んだ時の食感や食味が良くないためである。一般的にアオノリの方が高価であり、解きほぐれるように食感も良く濃密な芳香があるのに対して、アオサは香りが薄く、いつまでも口に残るような硬さがあり、また苦味を感じる場合もある。
しかし青海苔の消費拡大に伴い、伝統的アオサ属が旧アオノリ属の代用として利用されるようになり、アオノリの出荷量を上回るようになっている。
養殖場では人工採苗によって海苔網へ種付けし、河口付近などの穏やかな海に海苔網を張って養殖する。
なお青海苔業界では古くより、大阪より東で取れるという意味で伝統的アオサ属によるアオサを「ばんどう（阪東）アオサ」「坂東粉（ばんどうこ）」と呼び、旧アオノリ属による製品と区別している。
また、将来的な食糧危機への対策であるフードテックの活用として、マルコメはヒトエグサの陸上養殖の試験設備を開設したことを2024年7月に発表し、陸上養殖あおさとして同年9月に出荷を予定している